# Bernd Jürgen Warneken
Bernd Jürgen Warneken (* 10. Januar 1945 in Jena) ist ein deutscher Kulturwissenschaftler.

## Werdegang
Warneken studierte zunächst Germanistik, Philosophie, Geschichte und Allgemeine Rhetorik an den Universitäten in Tübingen und Heidelberg. 1975 promovierte er mit der Dissertation Literarische Produktion – Grundzüge einer materialistischen Theorie der Kunstliteratur. Anschließend arbeitete er als wissenschaftlicher Assistent am Ludwig-Uhland-Institut für Empirische Kulturwissenschaft der Universität Tübingen. 1983 und habilitierte dort an der Fakultät für Sozial- und Verhaltenswissenschaften. 1986 wurde er Akademischer Rat, 1990 Extraordinarius für Volkskunde am Ludwig-Uhland-Institut.
Seit 1976 ist er Mitherausgeber der Reihe Untersuchungen des Ludwig-Uhland-Institutes, seit 1987 Vorstandsmitglied des Tübinger Forschungsinstituts für Arbeit, Technik und Kultur e.V. Darüber hinaus ist er Geschäftsführer der Tübinger Vereinigung für Volkskunde e.V. sowie Mitherausgeber der Reihe Forum Europäische Ethnologie.
Warnekens Arbeitsschwerpunkte liegen auf Kulturtheorie, Arbeiterkultur, popularer Autobiografik, Demonstrationsgeschichte, Gehkultur, Geschlechterforschung, ost-west-deutschen Beziehungen, Unternehmensethnographie, Fachgeschichte und Fachprogrammatik.

## Publikationen
- Literarische Produktion. Grundzüge einer materialistischen Theorie der Kunstliteratur. Frankfurt am Main 1979 (Edition Suhrkamp Band 976).
- Populare Autobiographik. Empirische Studien zu einer Quellengattung der Alltagsgeschichtsforschung. Tübingen 1985 (Untersuchungen des Ludwig-Uhland-Instituts der Universität Tübingen Band 61).
- Die Ethnographie popularer Kulturen. Eine Einführung. Wien/Köln/Weimar 2006.
- Schubart. Der unbürgerliche Bürger. Eichborn, Frankfurt am Main 2009, ISBN 978-3-8218-4598-2. (Die Andere Bibliothek)
- Populare Kultur. Gehen – Protestieren – Erzählen – Imaginieren. Wien/Köln/Weimar 2010.
- mit Hermann Berner (Herausgeber): „Da ist nirgends nichts gewesen außer hier!“ Das „rote Mössingen“ im Generalstreik gegen Hitler.  Talheimer Verlag, Mössingen 2012, ISBN 978-3-89376-140-1 (vgl. auch Mössinger Generalstreik)
- Fraternité! Schöne Augenblicke in der europäischen Geschichte. Böhlau, Wien/Köln/Weimar 2016. ISBN 978-3-205-20248-6
- Mein 68 begann 65. Eine Tübinger Retrospektive. Klöpfer & Meyer Verlag, Tübingen 2018, ISBN 978-3-86351-466-2 (vgl. auch 68er-Bewegung)[1]
- Intersoziale Begegnungen im Großstadtraum. Drei Berliner Zeitbilder. Tübinger Vereinigung für Empirische Kulturwissenschaft e.V., Tübingen 2022, ISBN 978-3-947227-12-9.